# CM Punk
Phillip Jack Brooks (* 26. října 1978 Chicago, USA ) je americký profesionální wrestler, zápasník MMA. herec, spisovatel a komentátor lépe znám pod ringovým jménem CM Punk. Punk se po necelých 10 letech vrátil do WWE na Survivor Series 2023 jako velké překvapení.
V profesionálním wrestlingu byl sedmkrát světovým šampionem, jednou držel  světový titul  ROH, titul ECW, třikrát titul WWE šampiona v těžké váze a dvakrát WWE titul.
( Titul držel na jeden " běh " po dobu 434 dní, což je šesté nejdelší vládnutí v historii společnosti WWE). Také je jediný wrestler, který dvakrát po sobě vyhrál kufřík Money In The Bank.
Mimo to byl WWE týmový šampion ( s Kofi Kingstonem ) a WWE interkontinentální šampion tyto tituly získal za pouhých 208 dní. Když spojíme WWE a Ring of Honor (ROH) byl Punk šampion celkem jedenáctkrát a v roce 2011 získal třikrát prestižní wrestlingovou cenu Slammy Awards včetně  kategorie Superstar of the Year. Brooks používá přezdívku CM Punk po celou svou profesionální wrestlingovou kariéru a jeho charakter je důsledně vykreslovaný jako konfrontační, upřímný, proti establishmentu, straight edge, což je většinou inspirováno jeho skutečnými názory a osobností. V závislosti na svém zařazení do role hrdiny nebo padoucha Brooks zdůrazňuje různé aspekty životního stylu straight edge a aspekty kultury, aby získal požadovanou reakci publika.
S wrestlingem začal v nezávislém okruhu v malé organizaci Lunatic Wrestling Federation, kde se v polovině 90. let objevil spolu se svým bratrem Mikem. V tomto období začal používat jméno CM Punk. To bylo poté, co vytvořil společný tag tým s CM Venomem nazvaný Chick Magnets. Na rozdíl od svých přátel se chtěl stát profesionálem a wrestling vnímal jako něco víc než jen zdroj zábavy. Nakonec musel opustit Lunatic Wrestling Federation poté, co jeho bratr zpronevěřil tisíce dolarů patřících společnosti. Od té doby Mike nikdy nezápasil. Brzy se zapsal jako student do wrestlingové školy " Steel Domination " která sídlila v jeho rodném Chicagu. V tomto období ho trénovali Ace Steel, Danny Dominion a Kevin Quinn, kteří se zasloužili o jeho úspěch v profesionálním wrestlingu. V rámci tréninkového procesu zápasil Punk v St. Paulu v Minnesotě. Tam se seznámil se Scottem Coltonem později známým jako Colt Cabana stali se z nich nejlepší přátelé v reálném životě a strávili spolu většinu svých profesních začátků. Oba působili na nezávislé scéně, ať už jako spojenci, nebo jako nepřátelé. Během Steel Domination vytvořili alianci s Chuckee Smoothem, Adamem Pearcem a manažerem Davem Prazakem, kterou nazvali Gold Bond Mafia.
Důležitým momentem v Punkově kariéře bylo jeho působení v Independent Wrestling Association: Mid-South (IWA: Mid-South). Během tohoto období se utkal s Coltem Cabanem a Chrisem Hero a stal se jednou z hvězd společnosti. Dvakrát získal titul IWA Mid-South Light Heavyweight Championship a pětkrát IWA Mid-South Heavyweight Championship. Mezitím porazil wrestlery, jako je A.J Styles, Cabana a také Eddie Guerrero. Během zápasu s Chrisem Hero absolvoval 55 minutový TLC zápas, 93 minutový zápas Two out of three falls a několik 60 minutových zápasů. Punkovy zápasy během sporu s Cabanou vedly k jeho odchodu do Ring of Honor a TNA. Od února 2003 do května 2004 odmítal zápasit za IWA : Mid South na protest proti špatnému zacházení prezidenta společnosti Iana Rottena s Chrisem Hero. Hero byl však přesvědčen, že k tomu měl jiné důvody a Rotten tvrdil, že to byla jen záminka k odchodu ze společnosti. V ROH měl fueds s lidmi jako Raven a Samoa Joe.
Jako člen hlavního rosteru ROH, Punk v roce 2005 podepsal smlouvu s WWE na titulu šampiona ROH a byl poslán do vývojového střediska Ohio Valley Wrestling (OVW). Debutoval tehdy v ECW, která byla již vlastněná WWE. je spojen s feudami s lidmi jako John Cena, Jeff Hardy, Rey Mysterio, The Undertaker, nebo v neposlední řadě s Chrisem Jerichem, ale také působením ve frakci Straight Edge Society jako její lídr nebo 5členné frakci The New Nexus jako jeho kapitán. Potom, co CM Punk The Nexus opustil se přesunul do feudu o WWE titul. který ho doopravdy vyšvihlo v žebříčku popularity díky tomu, co Punk pronesl v přímém přenosu. Jednalo se o jízlivý, ale vysoce ceněný projev často označovaný jako Pipe Bomb týkající se způsobu vedení WWE a jejího majitele Vince McMahona mluvil také o tom, že mu v den PPV Money in the Bank vyprší kontrakt se společností a že potom, co porazí Johna Cenu o WWE titul vezme titul a bude ho bránit v Ring of Honor, nebo dokonce v New Japan Pro Wrestling (NJPW). Důvod, proč okolo toho byl takový poprask je, že nikdo skutečně nevěděl, zda vše, co Punk řekl, bylo součástí scénáře nebo čistou improvizací. Punk byl suspendován z televizních událostí WWE. Ale nakonec byl na Cenovo naléhání znovu přijat. Na PPV Money in the Bank 2011 ve svém domově Chicagu Punk porazil Cenu a stal se novým šampionem WWE ve svůj poslední den pod smlouvou s WWE. Po menší oslavě v ringu a neúspěšným pokusem Alberta Del Ria zpeněžit svůj čerstvě vyhraný MITB kufřík na příkaz šéfa Vince McMahona Punk skočil na barikádu poslal polibek svému šéfovi a utíkal, jak to jen šlo přes svůj domovní dav fanoušku z vyprodané Allstate Areny v Chicagu pryč s WWE titulem a ze společnosti. Později nový generální manažer RAW Triple H oznámil turnaj o nového šampiona WWE, v jehož finále se utkali The Miz a Rey Mysterio, který nakonec odešel, jako vítěz a nový šampion. O titul však přišel v zápase s Johnem Cenou ten stejný den. Po Cenově vítězství se nečekaně vrátil CM Punk s novou nástupovkou Cult of Personality od Living Colour. Zároveň tím pokračoval jejich spor. WWE v ten moment měla dva šampiony najednou. Takže Triple H oznámil zápas o unifikaci titulu na SummerSlamu. Punk opět vyhrál, ale po zápase byl napaden Kevinem Nashem. Netrvalo dlouho a Alberto Del Rio využil situace a zpeněžil kufřík Money in the Bank, který mu dával právo na titulový zápas. Porazil Punka a stal se novým šampionem WWE.
Netrvalo to dlouho, co Punk získal titul zpátky a držel ho na jeden běh po 434 dní. Titul prohrál s The Rockem na PPV WWE Elimination Chamber 2013, který se vrátil do světa wrestlingu potom, co se přesunul do světa Hollywoodu. Z důvodu neshody a ignorování jeho špatného zdraví ze strany vedení společnosti v lednu 2014 se Brooks rozhodl dát si pauzu od wrestlingu při který se dokonce stihl vzít se svoji kolegyní April Mendez jenže společnost to vydělá jinak a rozhodla se ho v den jeho svatby 13. června 2014 propustit. Tehdy se Brooks také rozhodl ukončit kariéru v profesionálním wrestlingu.
Po ukončení profesionální wrestlingové kariéry se Brooks věnoval kariéře zápasníka ve smíšených bojových uměních a podepsal smlouvu s Ultimate Fighting Championship (UFC). Svůj první profesionální zápas měl v roce 2016 v polotěžké váze na turnaji UFC 203, kde prohrál s Mickeym Gallem. Svůj druhý zápas pak prohrál s Mikem Jacksonem na UFC 225 v roce 2018 ( později bylo rozhodnutí zrušeno na no contest ) a následně byl propuštěn. Brooks poté začal vystupovat jako komentátor v rámci organizace Cage Fury Fighting Championships (CFFC) a nečekaně jako analytik v pořadu WWE Backstage na stanici Fox Sports 1.
20.08.2021 na akci AEW Rampage : The First Dance ve vyprodané aréně United Center se v Punkově rodném městě Chicagu za bouřlivého potlesku uskutečnil jeho neohlášený, ale čekaný debut v AEW a zároveň návrat do profesionálního wrestlingu po 7 letech, co odešel do důchodu. Na akci měl promo, ve kterém mluvil o tom, proč se rozhodl pro návrat a také proč zrovna v AEW také vyzval Darbyho Allina k zápasu 05.09.2021 na PPV AEW All Out. Na PPV All Out vyhrál po nasazení jeho finisheru GTS zápas proti Allinovi. Poté se přesunul do feudu s Powerhouse Hobbsem, který vyhrál a po něm následoval feud s Danielem Garciou, který vyhrál díky submissionu.
Na Survivor Series 2023 se vrátil do WWE, poté se zúčastnil Royal Rumblu 2024 při kterém ho zranil Drew McIntyre a následně byl komentátorem na WrestleManii 40. Po skončení zápasu Seth Rollins vs. Drew McIntyre, CM Punk na McIntyra zaútočil a připravil ho o jeho čerstvě získaný World Heavyweight Championship který od něj následně vyhrál Damian Priest po tom, co uplatnil svůj Money in the Bank kufřík.

## Osobní život a Zajímavosti
- Brooks je atheista, vyslovil podporu LGBT a stejnopohlavním manželstvím.[zdroj?]
- Brooks má po celém těle dohromady 52 tetování.[zdroj?]
- Brooks u soudu pod přísahou svědčil o tom že CM v jeho přezdívce "CM Punk" stojí za "Chick Magnet" z jeho dřívějšího působení ve stejnojmenném uskupení.[zdroj?]
- Brooks kdysi pracoval pro obchod All American Comics.[zdroj?]
- Brooks napsal úvod k vydání crossoveru Avengers vs. X-Men od Marvel Comics z roku 2012 a tuto příležitost označil za "splněný sen geeků".[zdroj?]
- V roce 2013 Brooks napsal předmluvu ke kuchařské knize své kamarádky a bývalé přítelkyně Natalie Slaterové "Bake and Destroy: Good Food for Bad Vegans".[zdroj?]
- V únoru 2015 vyšel Thor Annual No. 1 od Marvel Comics, který částečně napsal Brooks. V květnu 2015 napsal spolu s Jasonem Aaronem a Noelie Stevensonovou knihu "The Most Cursed", která vyšla ve Strange Sports Stories No. 3 od Vertigo Comics. Brooks je také spoluautorem průběžné série Marvel Comics o Draxovi. v listopadu 2017 Brooks napsal one-shot Marvel's Master of Kung Fu.[zdroj?]
- V únoru 2015 podal lékař WWE Christopher Amann na Brookse a Scotta Coltona žalobu za pomluvu kvůli Brooksovu obvinění z lékařského pochybení v jedné z epizod Coltonova podcastu. Amann požadoval odškodné ve výši zhruba 4 milionů dolarů a nezveřejněnou částku jako náhradu škody. WWE vydala prohlášení a video na podporu Amanna. Případ se v roce 2018 dostal k soudu, kde porota rozhodla ve prospěch Brookse a Coltona. V srpnu 2018 podal Colton na Brookse žalobu, v níž tvrdil, že porušil smlouvu a dopustil se podvodu kvůli Brooksově údajné dohodě a pozdějšímu odmítnutí zaplatit Coltonovi soudní poplatky za Amannovu žalobu. Colton požadoval náhradu škody ve výši 200 000 dolarů a další milion dolarů jako sankční náhradu škody. Brooks podal v červnu 2019 proti Coltonovi protižalobu na 600 000 dolarů a další poplatky. Obě žaloby byly v září 2019 urovnány a zamítnuty. Podle serveru PWInsider se urovnání netýkalo žádné finanční kompenzace.[zdroj?]
- Během svého prvního měsíce u AEW prodal více než 100 000 triček.[zdroj?]
- Když působil v Ring of Honor, měl romantický vztah s wrestlerkou Shannon Spruill a později s Tracy Brookshaw. V Ohio Valley Wrestling chodil s kolegyní Mariou Kanellis která zde pracovala jako reportérka. Nicméně, tito dva se rozešli když byl Punk přesunut do World Wrestling Entertainment a začal působit v ECW. Měl romantický vztah i s Amy Dumas, ale v březnu 2010 v rozhovoru zveřejnil, že Punk a Amy spolu moc dlouho vztah neměli. V rozhovoru pro magazín Maxim v listopadu 2011 Punk potvrdil, že chodí s Beth Phoenix. V prosinci je ale opět singl, v červnu se oženil s AJ Lee.[zdroj?]

## Ve wrestlingu
Zakončovací chvaty
- Submission: Anaconda Vise (Arm-trap triangle choke) – 2006–2014, 2021-současnost
- GTS – Go To Sleep – 2007–2014, 2021-současnost

Přezdívky
- "Mr. Money in the Bank" CM Punk se svou pózou 11. listopadu 2011 na RAW house-show v Londýně, Anglie
- "The Second City Saint / Savior"

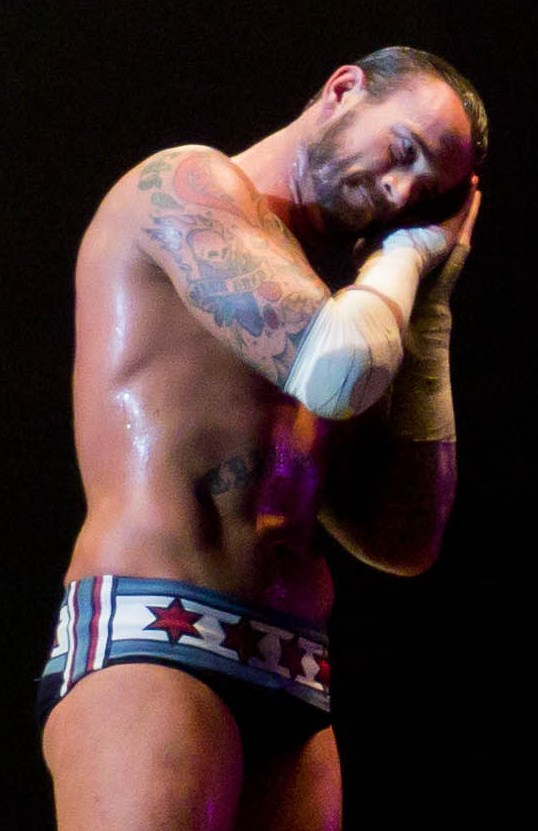
CM Punk se svou pózou 11. listopadu 2011 na RAW house-show v Londýně, Anglie

- "The Straight-Edge Savior / Superstar"
- "The Voice of The Voiceless"
- "The Best in the World"
- "The Professional Wrestling Legend"

Nástupovky
- V ROH: "Miseria Cantare" od AFI (2002–2005)
- V WWE: "This Fire Burns" od Killswitch Engage (1. srpna 2006 – 17. července 2011)
- V WWE, UFC a AEW: "Cult of Personality" od Living Colour (25. července 2011 – současnost)

Manažeři
- Milo Beasley
- Tracy Brooks
- Bobby Heenan
- Alexis Laree / Vicki Adams
- Lucy
- Joshua Masters
- James Mitchell
- Dave Prazak
- Paul Heyman

## Tituly a úspěchy
- Independent Wrestling Association Mid-South
  - IWA Mid-South Heavyweight Championship (5x)
  - IWA Mid-South Light Heavyweight Championship (2x)
- International Wrestling Cartel
  - IWC World Heavyweight Championship (1x)
- Mid-American Wrestling
  - MAW Heavyweight Championship (1x)
- NWA Cyberspace
  - NWA Cyberspace Tag Team Championship (1x) – s Julio Dinero
- NWA Revolution
  - NWA Revolution Heavyweight Championship (1x)
- Ohio Valley Wrestling
  - OVW Heavyweight Championship (1x)
  - OVW Southern Tag Team Championship (1x) – with Seth Skyfire
  - OVW Television Championship (1x)
  - Second OVW Triple Crown Champion
- Pro Wrestling Illustrated
  - Feud of the Year (2011) vs. John Cena
  - Match of the Year (2011) vs. John Cena at Money in the Bank
  - Most Popular Wrestler of the Year (2011)
  - Wrestler of the Year (2011)
  - 1. místo v žebříčku 500 nejlepších wrestlerů roku 2012 PWI 500
- Revolver
  - Golden Gods Award for "Most Metal Athlete" (2012)
- Ring of Honor
  - ROH Tag Team Championship (2x) – s Colt Cabana
  - ROH World Championship (1x)
- St. Paul Championship Wrestling
  - SDW Northern States Television Championship (2x)
  - SPCW Northern States Light Heavyweight Championship (1x)
- World Wrestling Entertainment/WWE
  - ECW Championship (1x)
  - World Heavyweight Championship (3x)
  - WWE Championship (2x)
  - World Tag Team Championship (1x) – s Kofi Kingston
  - WWE Intercontinental Championship (1x)
  - Money in the Bank (2008, 2009)
  - Nineteenth Triple Crown Champion
  - Slammy Award for "OMG" Moment of the Year (2008) Cashing in Money in the Bank to win the World Heavyweight Championship
  - Slammy Award for Shocker of the Year (2009) Forcing Jeff Hardy out of the WWE after Steel Cage match victory
  - Slammy Award for Despicable Me (2010) Harassing Rey Mysterio and his family
  - Slammy Award for Superstar of the Year (2011)
  - Slammy Award for "Pipe Bomb" of the Year (2011)
  - Slammy Award for T-Shirt of the Year (2011) "Best in the World"
- Wrestling Observer Newsletter
  - Best Gimmick (2009, 2011)
  - Best on Interviews (2011)
  - Feud of the Year (2009) vs. Jeff Hardy
  - Feud of the Year (2011) vs. John Cena
  - Match of the Year (2011)[288] vs. John Cena at WWE Money in the Bank